# Тимошин, Александр
Александр Тимошин (род. 8 мая 1977) — российский дзюдоист, призёр чемпионата России, мастер спорта России международного класса. Выступал в полулёгкой весовой категории. Трижды (в 2003, 2005 и 2006 годах) становился победителем турнира памяти Владимира Гулидова в Красноярске и один раз — его бронзовым призёром (2007 год). В 2001 году стал бронзовым призёром международного турнира класса А в Минске.

## Спортивные результаты
- Чемпионат России по дзюдо 2002 года — .